# Shanice Craft
Shanice Craft (ur. 15 maja 1993) – niemiecka lekkoatletka specjalizująca się w rzucie dyskiem i pchnięciu kulą.
Pierwszy międzynarodowy sukces odniosła w 2009 zdobywając brązowy medal mistrzostw świata juniorów młodszych. Po wygraniu wiosną 2010 eliminacji kontynentalnych pojechała na igrzyska olimpijskie młodzieży, podczas których zdobyła złoty medal. W 2011 została w Tallinnie mistrzynią Europy juniorek w rzucie dyskiem, a rok później została mistrzynią świata juniorek w pchnięciu kulą. Podwójna srebrna medalistka młodzieżowych mistrzostw Europy w Tampere (2013). W 2014 zdobyła brązowy medal mistrzostw Europy w rzucie dyskiem. W 2015 zdobyła złoto (w rzucie dyskiem) i srebro (w pchnięciu kulą) podczas młodzieżowego czempionatu Europy w Tallinnie. W 2016 zdobyła swój drugi brąz mistrzostw Europy oraz była 11. na igrzyskach olimpijskich w Rio de Janeiro. Na kolejnym czempionacie Europy wywalczyła brązowy medal.
Medalistka mistrzostw Niemiec oraz reprezentantka kraju na drużynowych mistrzostwach Europy.

## Osiągnięcia
| Rok  | Impreza                                               | Miejsce        | Konkurencja    | Lokata            | Wynik |
| ---- | ----------------------------------------------------- | -------------- | -------------- | ----------------- | ----- |
| 2009 | Mistrzostwa świata juniorów młodszych                 | Bressanone     | rzut dyskiem   | 3. miejsce        | 49,15 |
| 2010 | Kwalifikacje Europy do igrzysk olimpijskich młodzieży | Moskwa         | rzut dyskiem   | 1. miejsce        | 53,42 |
| 2010 | Igrzyska olimpijskie młodzieży                        | Singapur       | rzut dyskiem   | 1. miejsce        | 55,49 |
| 2011 | Mistrzostwa Europy juniorów                           | Tallinn        | rzut dyskiem   | 1. miejsce        | 58,65 |
| 2012 | Mistrzostwa świata juniorów                           | Barcelona      | pchnięcie kulą | 1. miejsce        | 17,15 |
| 2012 | Mistrzostwa świata juniorów                           | Barcelona      | rzut dyskiem   | 2. miejsce        | 60,42 |
| 2013 | Halowe mistrzostwa Europy                             | Göteborg       | pchnięcie kulą | el. – 11. miejsce | 17,30 |
| 2013 | Zimowy puchar Europy w rzutach                        | Castellón      | rzut dyskiem   | 1. miejsce (U-23) | 60,14 |
| 2013 | Młodzieżowe mistrzostwa Europy                        | Tampere        | pchnięcie kulą | 2. miejsce        | 17,29 |
| 2013 | Młodzieżowe mistrzostwa Europy                        | Tampere        | rzut dyskiem   | 2. miejsce        | 58,64 |
| 2014 | Mistrzostwa Europy                                    | Zurych         | rzut dyskiem   | 3. miejsce        | 64,33 |
| 2015 | Zimowy puchar Europy w rzutach                        | Leiria         | rzut dyskiem   | 4. miejsce        | 63,22 |
| 2015 | Młodzieżowe mistrzostwa Europy                        | Tallinn        | pchnięcie kulą | 2. miejsce        | 17,29 |
| 2015 | Młodzieżowe mistrzostwa Europy                        | Tallinn        | rzut dyskiem   | 1. miejsce        | 63,83 |
| 2015 | Mistrzostwa świata                                    | Pekin          | rzut dyskiem   | 7. miejsce        | 63,10 |
| 2016 | Mistrzostwa Europy                                    | Amsterdam      | rzut dyskiem   | 3. miejsce        | 63,89 |
| 2016 | Igrzyska olimpijskie                                  | Rio de Janeiro | rzut dyskiem   | 11. miejsce       | 59,85 |
| 2018 | Mistrzostwa Europy                                    | Berlin         | rzut dyskiem   | 3. miejsce        | 62,46 |
| 2019 | Puchar Europy w rzutach                               | Šamorín        | rzut dyskiem   | 1. miejsce        | 59,79 |
| 2021 | Puchar Europy w rzutach                               | Split          | rzut dyskiem   | 3. miejsce        | 62,05 |
| 2022 | Mistrzostwa świata                                    | Eugene         | rzut dyskiem   | 9. miejsce        | 62,35 |
| 2022 | Mistrzostwa Europy                                    | Monachium      | rzut dyskiem   | 7. miejsce        | 62,78 |
| 2023 | Puchar Europy w rzutach                               | Leiria         | rzut dyskiem   | 1. miejsce        | 64,88 |
| 2023 | Mistrzostwa świata                                    | Budapeszt      | rzut dyskiem   | 7. miejsce        | 65,47 |
| 2024 | Puchar Europy w rzutach                               | Leiria         | rzut dyskiem   | 2. miejsce        | 63,70 |
| 2024 | Mistrzostwa Europy                                    | Rzym           | rzut dyskiem   | 6. miejsce        | 61,73 |
| 2025 | I dywizja drużynowych mistrzostw Europy               | Madryt         | rzut dyskiem   | 2. miejsce        | 61,53 |

## Rekordy życiowe
- rzut dyskiem (stadion) – 68,10 (30 maja 2025, Wiesbaden)
- rzut dyskiem (hala) – 65,23 (10 lutego 2023, Berlin)
- pchnięcie kulą (stadion) – 17,75 (25 lipca 2014, Ulm)
- pchnięcie kulą (hala) – 17,66 (23 lutego 2013, Dortmund)